# Shaanxi Y-8
El Shaanxi Y-8 o Yunshuji-8 (chino: 运-8) es un avión de transporte mediano de medio alcance producido por Shaanxi Aircraft Company en China, basado en el Antonov An-12 soviético. Llegó a ser el avión de transporte civil y militar más popular en China, con varias variantes producidas y exportadas. A pesar de que el An-12 ya no se produce en Ucrania, el Y-8 chino sigue mejorándose y produciéndose. Se estima que fueron construidos 169 Y-8 hasta el año 2010.

## Diseño y desarrollo

### An-12 importado
En la década de 1960, China compró varios aviones An-12 de la Unión Soviética, junto con una licencia para ensamblar el avión localmente. Sin embargo, debido a la división chino-soviética, la Unión Soviética retiró su asistencia técnica. La Compañía de aviones Xi'an y el Instituto de diseño de aviones Xi'an trabajaron para realizar ingeniería inversa del An-12 para la producción local.

### Construcción local

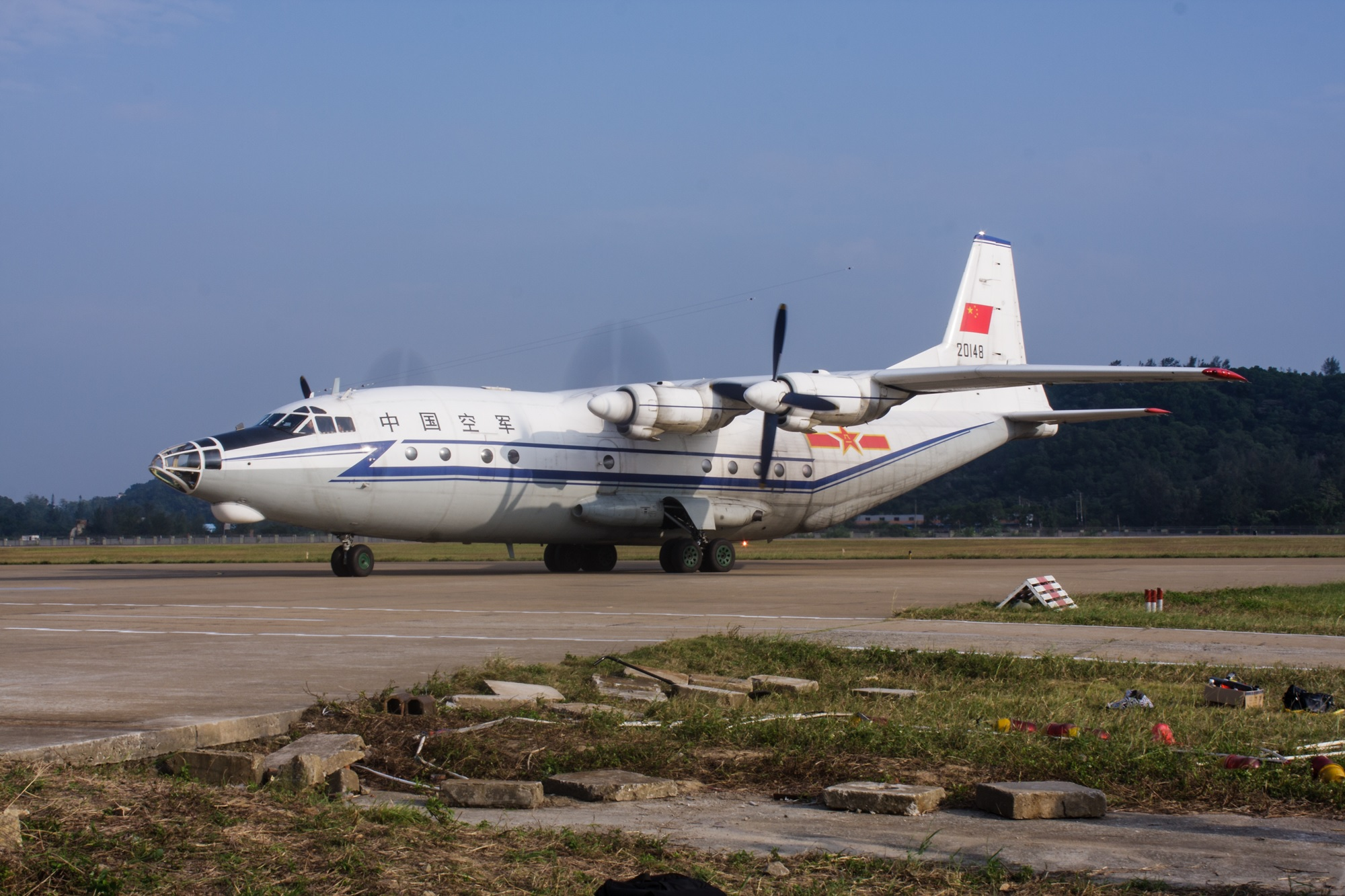
Shaanxi Y-8 de la Fuerza Aérea del Ejército Popular de Liberación de China en el año 2012

El diseño de la aeronave se completó en febrero de 1972. Las características principales del Y-8 incluían una torreta esmaltada y de cola derivada de la del bombardero H-6, un dispositivo de manejo de carga paletizado de tipo rodillo en lugar del transportador aéreo. y un sistema de oxígeno gaseoso a diferencia de un sistema de oxígeno líquido. El Y-8 original heredó la torreta de cola de cañón de 23 mm gemelas del An-12, pero esto se eliminó en las variantes posteriores.

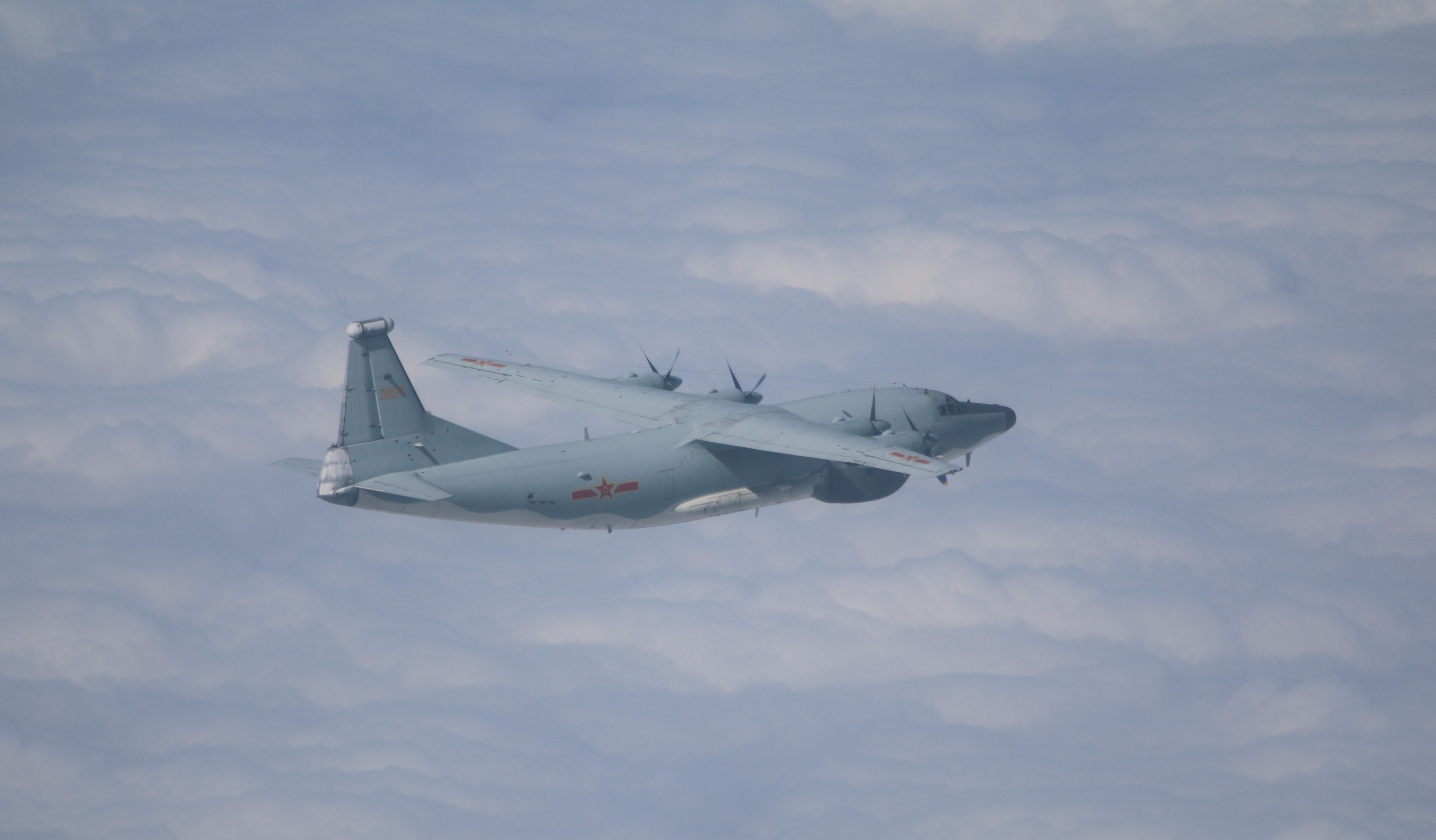
Un Shaanxi Y-8 volando en el año 2020.

El Y-8 está equipado con cuatro motores turbohélices montados bajo los bordes delanteros de alas no barridas. Las alas están unidas en lo alto del fuselaje, y el tren de aterrizaje del triciclo está equipado con neumáticos de baja presión. Las versiones más antiguas utilizadas para el transporte de carga o tropas tenían dos puertas laterales con bisagras que se abrían hacia adentro, mientras que las variantes posteriores utilizaron una rampa orientada hacia atrás para facilitar la carga y descarga de la carga útil. Algunas versiones especializadas omiten por completo la rampa de carga.
El Y-8 es capaz de transportar tropas, dejar suministros, caer en paracaídas y funcionar como una ambulancia aérea. También puede ser utilizado para usos comerciales como carguero. Es capaz de transportar 20 toneladas de carga, aproximadamente 96 soldados o aproximadamente 82 paracaidistas en el compartimiento de carga que tiene 13.5 metros de largo, 3 metros de ancho y 2.4 metros de alto. También puede transportar a 60 soldados gravemente heridos con sus camillas, 20 soldados con heridas leves y 3 asistentes médicos. Se han construido muchas variantes para roles especializados, pero la información sobre ellas puede ser vaga o difícil de obtener debido a la naturaleza secreta de los militares chinos.

### Otro primer vuelo
El avión de transporte Y-8 se puso en producción de prueba en la fábrica de aviones Xi'an en junio de 1972. En diciembre de 1974, el primer Y-8 ensamblado por los chinos realizó su vuelo inaugural. Tras la producción de prueba de los primeros Y-8, las operaciones se transfirieron a la fábrica de aviones de Shaanxi. Los Y-8 producidos por Shaanxi realizaron sus vuelos de prueba en diciembre de 1975. Después de un régimen de 66 vuelos de prueba, el Y-8 fue certificado oficialmente para su uso por el gobierno chino. En 1981, el Y-8 entró en producción en serie. El Sr. Ouyang Shaoxiu (欧阳 绍 修) eventualmente se convertiría en el diseñador general, diseñando muchas variantes de Y-8, incluido KJ-200.

### Modificaciones

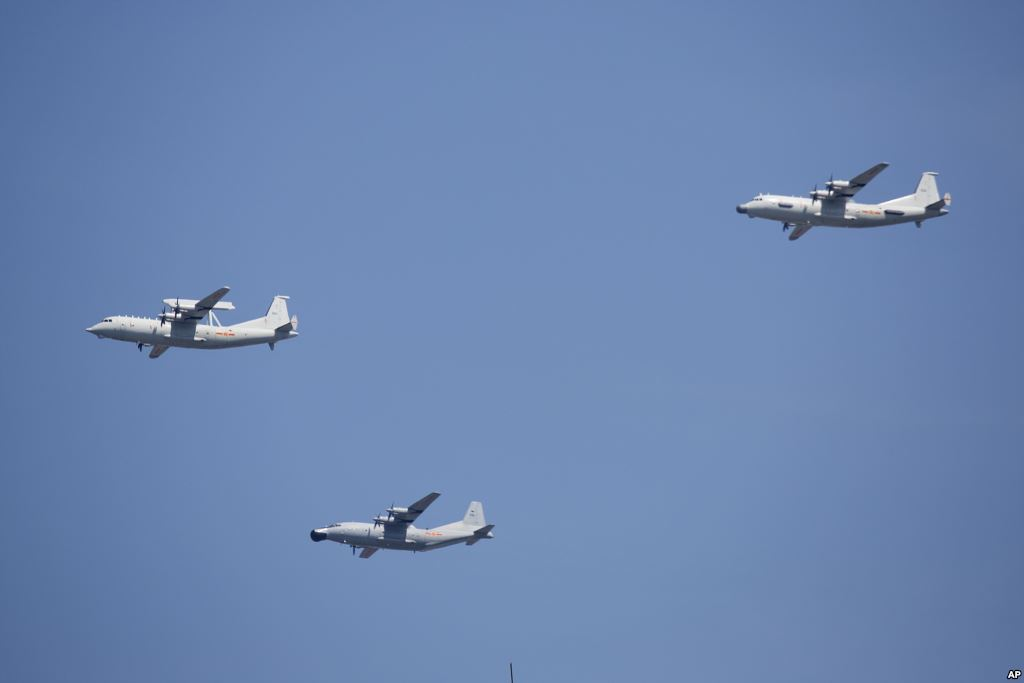
Un avión de control y alerta temprana aerotransportado KJ-200, a la izquierda, un avión de radar Y-8J, al centro, y un avión de radar Y-9JB, a la derecha, vuelan en formación durante un desfile que conmemora el 70.º aniversario de la rendición de Japón durante la Guerra Mundial II en Beijing, 3 de septiembre de 2015.

A principios de la década de 1980, los funcionarios chinos vieron anuncios de reclutamiento del Ejército de los Estados Unidos que mostraban la extracción en paracaídas de un jeep del Ejército junto con tropas. Se le dijo al PLA que desarrollara este tipo de capacidad. Pero hubo dos problemas de diseño. Una, las alas Y-8 tienen bordes de ataque muy afilados, por lo que una de las alas tiende a detenerse antes que la otra, lo que hace que la aeronave gire en posición invertida cuando se atasca. El segundo defecto de diseño fue que la plataforma de carga del Y-8 tenía una pendiente descendente de 10° que comenzaba en el tren de aterrizaje.
Cuando la Fuerza Aérea de PLA comenzó a probar la extracción de paracaídas, estas dos fallas de diseño causaron un desastre cercano. La aeronave estaba volando demasiado rápido, y cuando el paracaídas comenzó a extraer la carga de la bodega, la carga rodó en la cubierta hasta que llegó a la pendiente descendente de 10°, y allí quedó en el aire mientras estaba dentro de la aeronave. La carga golpeó la parte superior de la puerta de carga al salir, dejando claro que el Y-8 no podía realizar la extracción de carga en paracaídas.
En 1986, dos ingenieros del Ministerio de Aviación de Beijing visitaron Lockheed. No podían hablar mucho inglés, y la persona de ventas de Lockheed-Georgia que los conoció no podía hablar chino. Así que, durante medio día, hicieron una visita guiada hasta que tuvieron la suerte de encontrar a un empleado de Lockheed que podía hablar chino. Los chinos querían comprar las pruebas del túnel de viento de Lockheed en el Y-8 para resolver el problema del bloqueo.
Como resultado de estas pruebas de túnel de viento, realizadas en 1986, Lockheed recibió un contrato para realizar una serie de pruebas de vuelo en el Y-8. Se le dijo a Lockheed que los soviéticos no proporcionaron datos de pruebas de vuelo cuando ayudaron a China a construir la fábrica Y-8. La serie de pruebas de vuelo fue realizada por el piloto de pruebas de Lockheed, Hank Dees. Hank había volado la serie de vuelo de prueba para el Lockheed L-1011 y más tarde para el Y-12 de China en Harbin.
Durante esta serie de pruebas de vuelo, Hank Dees voló la aeronave para detener la velocidad y enseñó a los pilotos chinos cómo anticiparse a una parada para evitar que la aeronave se invierta. Como resultado de esta serie de vuelos de prueba, los pilotos chinos comenzaron a usar la posición de aleta de 45°.
El motivo de Lockheed para hacer pruebas de vuelo fue demostrar que China estaría mejor comprando el C-130 en lugar de tratar de mejorar el Y-8. China compró C-130, pero la serie de pruebas de vuelo en realidad demostró que el Y-8 era un avión más capaz de lo que se creía. 
A fines de la década de 1980, Lockheed Martin, el fabricante estadounidense de C-130 Hercules, ayudó a China a desarrollar una cabina presurizada para la versión de pasajero de Y-8, lo que dio como resultado dos versiones: la primera tenía la mitad de la cabina presurizada y luego, La segunda versión en la que se presurizó la cabina completa.
En 2001 y 2002, los nuevos acuerdos de consultoría entre Antonov y Shaanxi resultaron en rediseños modernizados del ala y fuselaje del Y-8. Como consecuencia, el rediseño permite aumentar la capacidad de combustible del Y-8 en un 50 %.

## Variantes
- Y-8: el avión de transporte de línea de base no presurizado producido principalmente para tareas de transporte con la PLAAF.
- Y-8A: avión de transporte en helicóptero con rampa de carga trasera, pórtico móvil retirado y un sistema hidráulico estacionario debajo de la puerta trasera.
- Y-8F: la plataforma ASW está en pruebas, con el detector de anomalías magnéticas extendidas en la cola, la última versión militar, parece similar al plano de investigación de minerales Y-8.
- Y-8B: Aeronaves de transporte de carga/pasajeros sin presión para CAAC.
- Y-8C: versión de transporte completamente presurizada con la rampa de carga trasera del Y-8B.
- Y-8CA: (también conocido como 'High New 1') Aeronaves de contramedidas electrónicas con una gran variedad de antenas y una canoa ventral. Y-8CB: variante de ECM, caracterizada por un cono de punta afilada.
- Y-8D: Transporte militar de exportación equipado con aviónica occidental. El Y-8D inicial fue reemplazado por el Y-8DII.
- Y-8DZ: (Dianzi Zhencha 电子 侦察 - ELINT) (también conocido como 'High New 2 ') Versión de inteligencia de señales electrónicas caracterizada por la matriz cilíndrica justo en frente del estabilizador vertical.
- Y-8E: Avión portador de drones para lanzar aviones no tripulados de reconocimiento WZ-5 Chang Hong-1 (Chang Hong 长虹 - arco iris largo), Ryan Firebees de ingeniería inversa, para reemplazar los lanzadores de drones Tu-4.
- Y-8F: aviones de transporte de ganado con tres niveles de jaulas a cada lado de un pasillo central, con capacidad para 350 ovejas o cabras. El transporte de ganado se desarrolló para permitir el acceso a pasturas estacionales remotas.
- Y-8FQ: variante de la Patrulla Marítima con cola modificada que alberga un detector de anomalías magnéticas montadas en la pluma para detectar submarinos.
- Y-8F-100: Equipados con motores más potentes, EFIS, radar meteorológico a color, TCAS y GPS.
- Y-8F-200: este modelo tiene un fuselaje estirado de 2,2 m (7 pies 10 pulg.).
- Y-8F-300: Transporte civil con aviónica occidental.
- Y-8F-400: En cuanto a Y-8F-300 pero con bodega a presión.
- Y-8F-600: la variante de transporte civil más nueva con un fuselaje rediseñado, motores Pratt & Whitney de turbopropulsión, una "cabina de vidrio" del Sistema Electrónico de Instrumentos de Vuelo y una tripulación de dos personas.
- Y-8GX1: Guerra electrónica (atasco táctico VHF/UHF).
- Y-8GX1: Guerra electrónica (atasco táctico VHF/UHF).

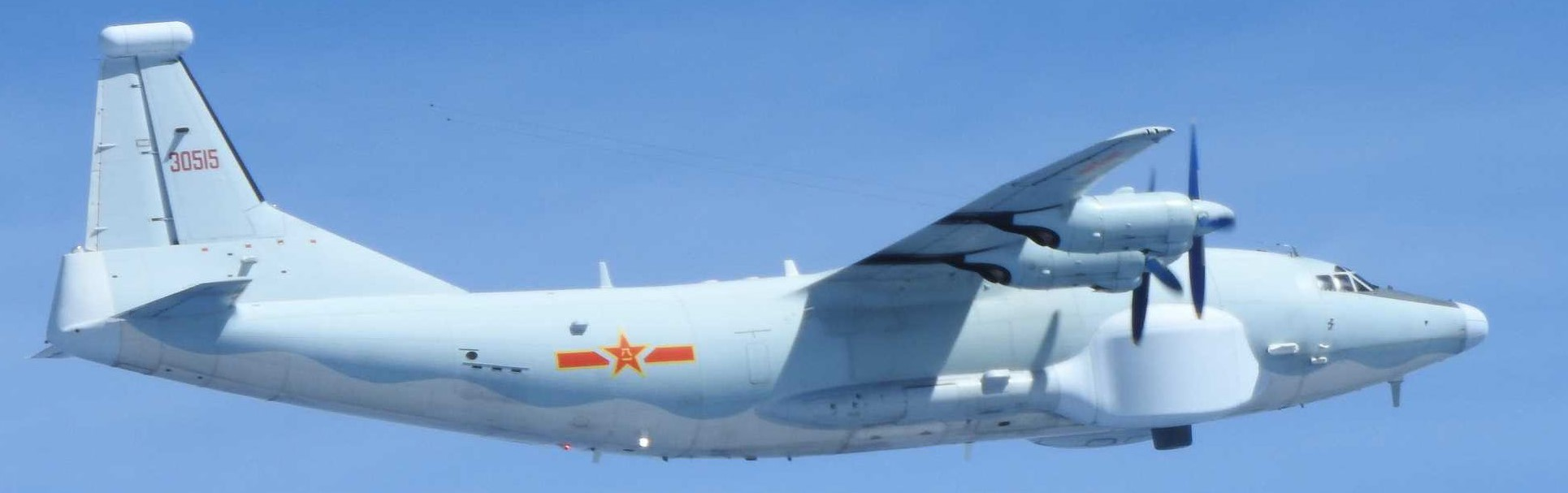
Un Y-8GX4 en agosto de 2017

- Y-8GX3: Puesto de comando aéreo y versión ECM también conocido como 'High New 3' basado en el Y-8F-200.Un Y-8GX4 en agosto de 2017Y-8GX4: plataforma ELINT (proyecto).
- Y-8GX7: Ataque electrónico (radio propaganda/psyops). Al menos 3 se sabe que están en servicio estacionados en Fujian.
- Y-8G: petrolero IFR. (proyecto).
- Y-8H: Aviones de reconocimiento aéreo.
- Y-8J: Aeronaves AWACS con radar de búsqueda de doppler de pulso de banda L GEC-Marconi Argus-2000 (RACAL Skymaster) británico en una gran nariz, con estaciones de trabajo para los operadores en la bodega de carga. Presuntamente completamente presurizado, pero sin la rampa de carga asociada con bodegas presurizadas.
- Y-8JB: variante ELINT. Y-8K: avión de pasajeros de 121 asientos.
- Y-8Q: variante de ASW, radar de búsqueda de superficie, FLIR, compartimiento de bomba interno, SATCOM y cola MAD. También se identifica en una fuente como Y-8GX6.
- Y-8T: Puesto de mando C3I y aeronave de vigilancia del campo de batalla basada en el Y-8F-400. Algunas fuentes afirman que es un avión de ECM.
- Y-8U: avión experimental equipado con cápsulas de reabastecimiento de combustible aéreas británicas Mk 32 para el desarrollo de la tecnología de reabastecimiento de combustible en China.
- Y-8W: Una versión de AWACS del KJ-200 con un 'radar de matriz en fase de Balance Beam montado sobre el fuselaje. También se identifica como Y-8GX5 o Y-8WH.
- Y-8X: (Xun 巡 - vigilancia) Aeronaves de patrulla marítima con aviónica occidental, radar, sistemas de misión y ayudas defensivas. Algunos aviones han sido conocidos por llevar paquetes de ELINT. Equipado con el radar de búsqueda AN / APS-504 (V) de Litton Canadá para misiones de vigilancia marítima. Esta versión se caracteriza por un radomo de radar cilíndrico más grande debajo de la nariz similar al del bombardero H-6.
- Y-8XZ: (también conocido como 'High New 7') un avión de guerra psicológica para transmitir televisión y propaganda de radio. KJ-200 Y-8 AWACS: Caracterizado por el puntal grande Rotodome apoyado sobre el fuselaje trasero y la configuración de triple cola con grandes aletas auxiliares trapezoidales en las puntas del plano de cola, similar a la Beriev A-50.
- Y-8 AWACS: Otra versión de AWACS se estudió en Shaanxi con grandes radomos en la nariz y la cola de manera similar a la abortiva AEW Nimrod.
- Avión de reconocimiento geofísico Y-8: se caracteriza por el extenso detector de anomalías magnéticas en la cola, para encontrar posibles sitios de minas, similar en apariencia a una plataforma de guerra antisubmarina y, a menudo, se confunde con esta última.
- Avión antisubmarino Y-8: Nueva variante antisubmarina revelada en 2012. La variante antisubmarina tiene un gran radar de búsqueda aire-superficie, un radar ISAR de aspecto lateral y un tubo de detección de anomalías magnéticas.
- Y-8EW: Nueva aeronave EW.
- Y-8 artillado: una versión proyectada basada en el Y-8C con dos cañones pesados y puertos para tres ametralladoras pesadas en el lado de babor de la aeronave. El objetivo de las armas y la adquisición de objetivos se lograron mediante un sistema de vista optoelectrónico giroscópico estabilizado en una torreta de bolas debajo de la nariz. Se instalaría un reflector orientable en una cápsula debajo del ala exterior del puerto, así como las vainas de ESM y/o ECM según sea necesario.

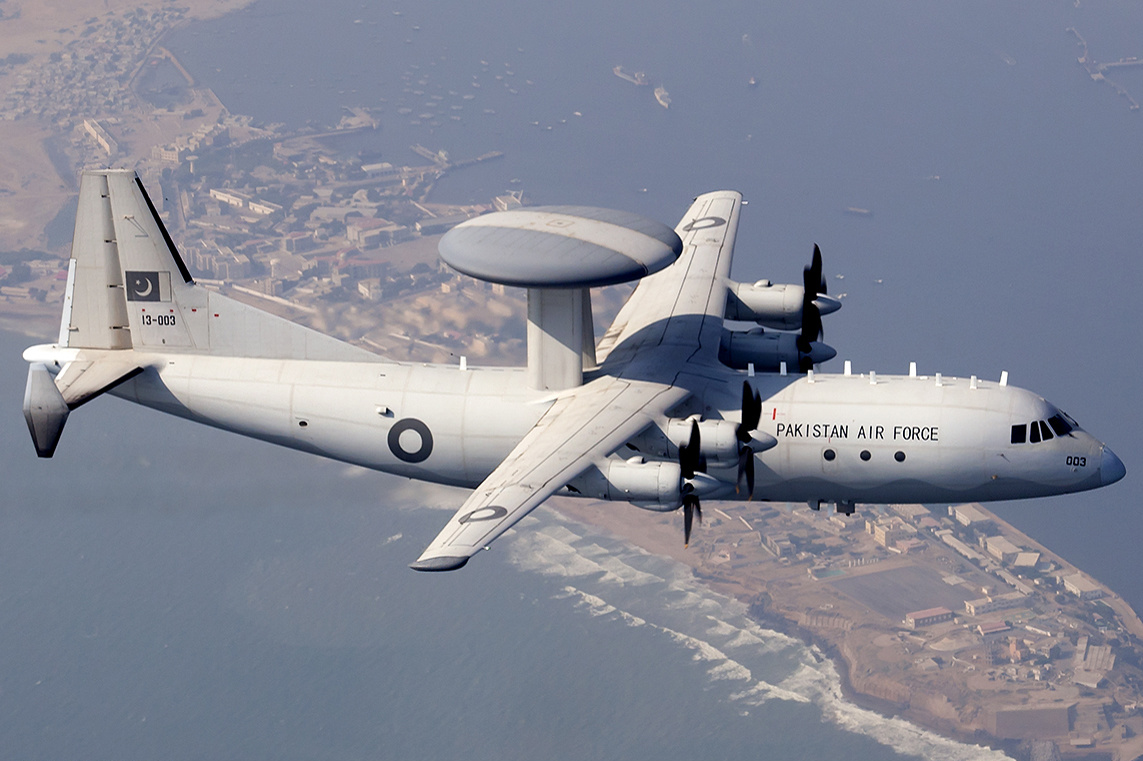
Un ZDK-03 de la Fuerza Aérea de Pakistán volando en septiembre de 2013.

- Un ZDK-03 de la Fuerza Aérea de Pakistán volando en septiembre de 2013.ZDK-03: Una variante diseñada específicamente para la exportación a la Fuerza Aérea de Pakistán. Consiste en un radar AESA chino montado en la plataforma Y-8F600.[4] Se informa que el radar tiene un alcance mayor que el del radar Saab 2000 Erieye AEW & C del PAF y la aeronave incorpora una electrónica de arquitectura abierta para que las futuras actualizaciones sean más fáciles de implementar.[5] Se informó que el primer avión fue entregado el 12 de octubre de 2011 y el cuarto y último avión entregado el 26 de febrero de 2015.
- ZDK-06: Un sistema de control y advertencia aerotransportado orientado a la exportación que presenta la matriz de escaneado electrónico activo JY-06 y el radar de Pulso Doppler.[6]
- KJ-200: un sistema de advertencia y control en el aire que cuenta con tres radares activos de matriz escaneada electrónicamente dispuestos en una matriz triangular, con antenas de inteligencia electrónica adicionales y otras antenas de radar en su fuselaje para proporcionar una cobertura de 360 grados.

## Historial operativo

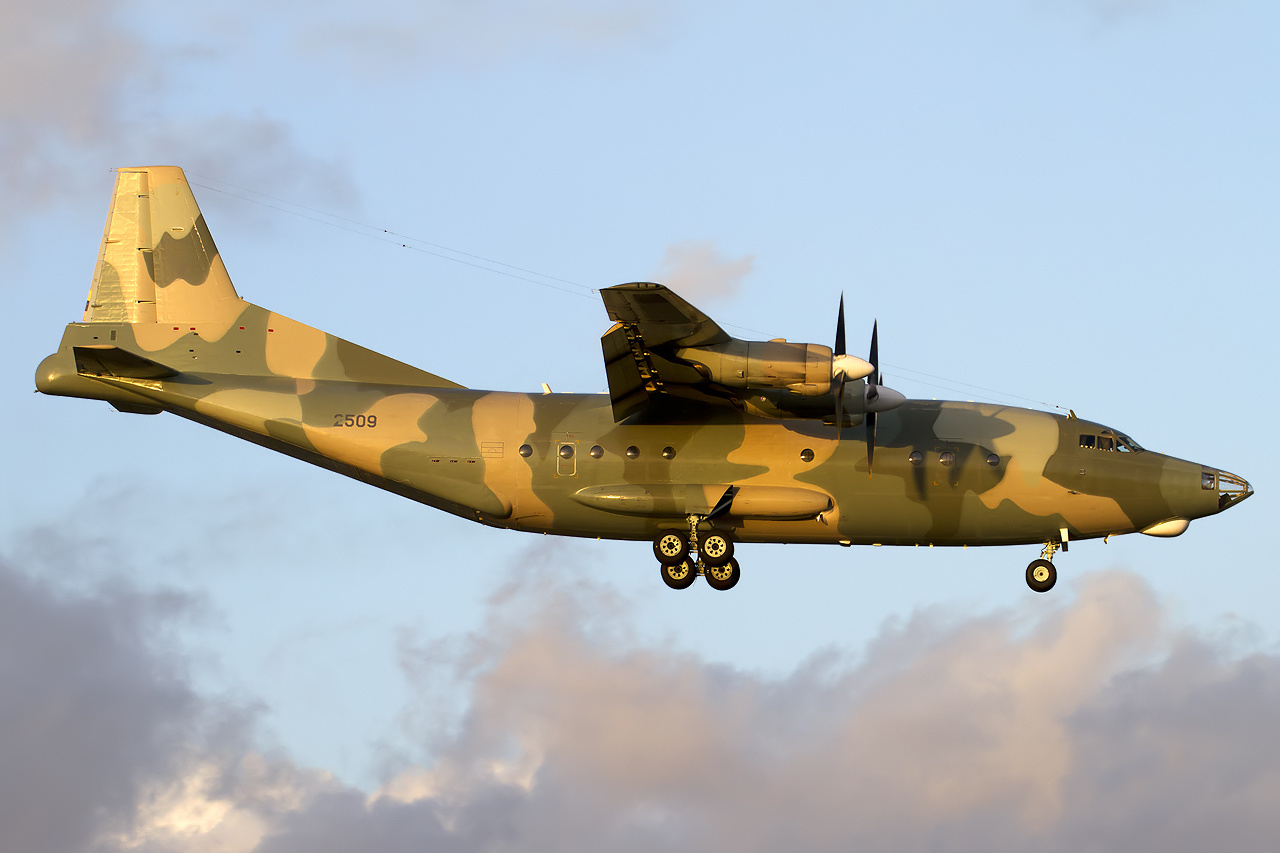
Shaanxi Y-8F-200 de la Fuerza Aérea de Venezuela

Los Y-8 han sido utilizados por la PLAAF y la PLANAF en una amplia variedad de roles y algunos han sido suministrados a operadores civiles. Se han suministrado aviones de exportación a la fuerza aérea de la República de Myanmar, la Fuerza Aérea de Sudán y la Fuerza Aérea de Sri Lanka. La Fuerza Aérea de Sri Lanka utilizó algunos aviones Y-8 como bombarderos improvisados, lanzando bombas desde las puertas traseras, durante la guerra civil del país, perdiendo dos unidades, una ante las defensas antiaéreas del Tamil Tiger y la segunda por una falla mecánica.
En el desfile militar del Día Nacional de China 2009, la Fuerza Aérea KJ-200 asumió el papel de avión principal Se había exportado a otros países del mundo, incluidos Birmania, Pakistán, Sri Lanka, Sudán, Tanzania, Venezuela y posiblemente otros.

## Operadores
China

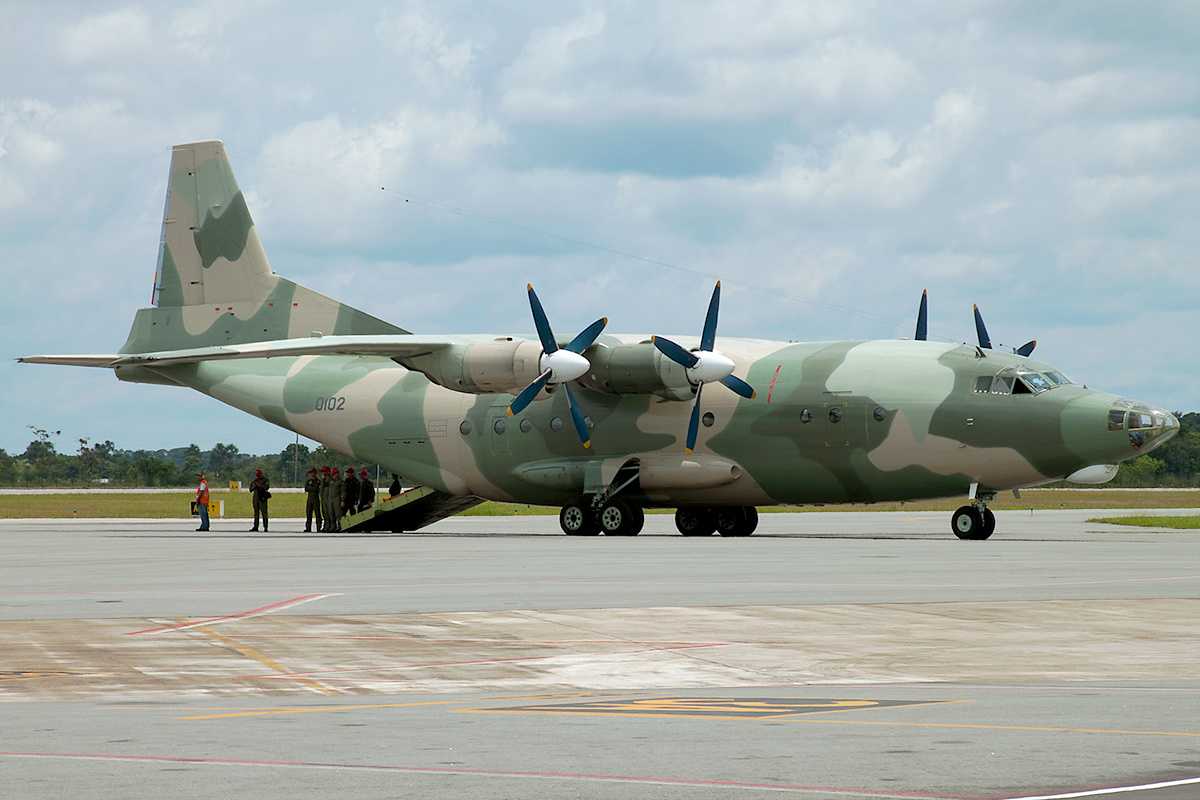
Shaanxi Y-8-F200W de la Aviación Militar Bolivariana de Venezuela.

- Fuerza Aérea del Ejército Popular de Liberación
- Fuerza Aérea de la Armada del Ejército Popular de Liberación

 Birmania
- Fuerza Aérea de Birmania

 Pakistán
- Fuerza Aérea de Pakistán

Kazajistán
- Guardia Nacional de Kazajistán[9]

 Sudán
- Fuerza Aérea Sudanesa

 Tanzania
- Ala Aérea de la Fuerza de Defensa Popular Tanzana

 Venezuela
- Aviación Militar Bolivariana[10]

 Sri Lanka
- Fuerza Aérea de Sri Lanka[11]

## Especificaciones

### Características generales
- Tripulación: 5,3 o 2
- Longitud: 34,02 m
- Envergadura: 38,00 m
- Altura: 11,6 m
- Peso vacío: 35 490 kg
- Peso máximo al despegue: 61 000 kg
- Planta motriz:   Zhuzhou WoJiang-6 (WJ-6) turbopropulsores,

por 3170 kW (4250 CV). cada uno.

### Rendimiento
- Velocidad máxima operativa (Vno):  660 kmh
- Velocidad crucero (Vc):  550 kmh
- Alcance:  5615 km
- Techo de vuelo:  10 400 m

### Armamento
- Cañones: 2× Cañones gemelos de 23 mm en una torreta de cola

### Desarrollos relacionados
- Antonov An-10
- Antonov An-12
- Shaanxi Y-9

### Listas relacionadas
- Airbus A400M
- C-130 Hercules
- Transall C-160